# Baska
Baska là một thị trấn thống kê (census town) của quận Barddhaman thuộc bang Tây Bengal, Ấn Độ.

## Nhân khẩu
Theo điều tra dân số năm 2001 của Ấn Độ, Baska có dân số 4980 người. Phái nam chiếm 54% tổng số dân và phái nữ chiếm 46%. Baska có tỷ lệ 73% biết đọc biết viết, cao hơn tỷ lệ trung bình toàn quốc là 59,5%: tỷ lệ cho phái nam là 81%, và tỷ lệ cho phái nữ là 63%. Tại Baska, 10% dân số nhỏ hơn 6 tuổi.